# 10613 Kushinadahime
10613 Kushinadahime è un asteroide della fascia principale. Scoperto nel 1997, presenta un'orbita caratterizzata da un semiasse maggiore pari a 2,4032336 UA e da un'eccentricità di 0,1131746, inclinata di 5,15325° rispetto all'eclittica.